# Lily Tomlin
Mary Jean "Lily" Tomlin (Detroit, Michigan, 1939. szeptember 1. –) többszörös Emmy- és Tony-díjas amerikai színésznő, humorista, énekesnő, forgatókönyvíró és producer.

## Filmográfia

### Film
| Év   | Magyar cím                   | Eredeti cím                                              | Szerep                                        | Magyar hang        |
| ---- | ---------------------------- | -------------------------------------------------------- | --------------------------------------------- | ------------------ |
| 1972 |                              | Scarecrow in a Garden of Cucumbers                       | telefonos hang (stáblistán nincs feltüntetve) |                    |
| 1975 | Nashville                    | Nashville                                                | Linnea Reese                                  |                    |
| 1977 |                              | The Late Show                                            | Margo Sperling                                |                    |
| 1978 |                              | Moment by Moment                                         | Trisha Rawlings                               |                    |
| 1980 | Kilenctől ötig               | 9 to 5                                                   | Violet Newstead                               | Földi Teri         |
| 1981 | Csökke-nő                    | The Incredible Shrinking Woman                           | Pat Kramer / Judith Beasley                   | Csere Ágnes        |
| 1981 | Csökke-nő                    | The Incredible Shrinking Woman                           | Pat Kramer / Judith Beasley                   | Vándor Éva         |
| 1984 | Mindenem a tied              | All of Me                                                | Edwina Cutwater                               | Földessy Margit    |
| 1984 | Mindenem a tied              | All of Me                                                | Edwina Cutwater                               | Menszátor Magdolna |
| 1984 | Mindenem a tied              | All of Me                                                | Edwina Cutwater                               | Kiss Mari          |
| 1988 | A nagy üzlet                 | Big Business                                             | Rose Shelton / Rose Ratliff                   | Kiss Mari          |
| 1991 |                              | The Search for Signs of Intelligent Life in the Universe | több szereplő                                 |                    |
| 1992 | Árnyékok és köd              | Shadows and Fog                                          | Jenny, prostituált                            | Timkó Eszter       |
| 1992 | A játékos                    | The Player                                               | önmaga                                        |                    |
| 1993 | Beverly Hill-dili            | The Beverly Hillbillies                                  | Miss Jane Hathaway                            | Hacser Józsa       |
| 1993 | Rövidre vágva                | Short Cuts                                               | Doreen Piggot                                 | Tóth Judit         |
| 1995 | Egy füst alatt – Beindulva   | Blue in the Face                                         | Jumpy                                         | Fodor Zsóka        |
| 1995 |                              | The Celluloid Closet                                     | narrátor (hangja)                             |                    |
| 1996 | Megúszni egy gyilkosságot    | Getting Away with Murder                                 | Inga Mueller                                  | Bessenyei Emma     |
| 1996 | Gyagyás család               | Flirting with Disaster                                   | Mary Schlichting                              | Zsolnai Júlia      |
| 1998 | Alibi törzs                  | Krippendorf's Tribe                                      | Ruth Allen professzor                         | Andai Györgyi      |
| 1999 | Tea Mussolinivel             | Tea with Mussolini                                       | Georgie Rockwell                              | Kiss Mari          |
| 2000 | A kölyök                     | Disney's The Kid                                         | Janet                                         | Földi Teri         |
| 2002 | Narancsvidék                 | Orange County                                            | Charlotte Cobb                                | Bessenyei Emma     |
| 2002 | Narancsvidék                 | Orange County                                            | Charlotte Cobb                                | Madarász Éva       |
| 2004 | Multik haza!                 | I Heart Huckabees                                        | Vivian Jaffe                                  | Kiss Mari          |
| 2006 | Az utolsó adás               | A Prairie Home Companion                                 | Rhonda Johnson                                | Kiss Mari          |
| 2006 | Hangya boy                   | The Ant Bully                                            | Nagymama (hangja)                             | Kassai Ilona       |
| 2007 | A kísérő                     | The Walker                                               | Abigail DeLorean                              | Bessenyei Emma     |
| 2009 | A rózsaszín párduc 2.        | The Pink Panther 2                                       | Mrs. Yvette Berenger                          | Tímár Éva          |
| 2009 | Ponyo a tengerparti sziklán  | Gake no Ue no Ponyo                                      | Toki (angol hangja)                           |                    |
| 2012 |                              | Stars in Shorts                                          | Jason anyja (The Procession-szegmens)         |                    |
| 2013 | Vizsga két személyre         | Admission                                                | Susannah                                      | Andresz Kati       |
| 2015 | Nagyi                        | Grandma                                                  | Elle Reid                                     | Kiss Mari          |
| 2018 | Pókember: Irány a Pókverzum! | Spider-Man: Into the Spider-Verse                        | May Parker (hangja)                           | Tímár Éva          |
| 2022 |                              | Moving On                                                | Evelyn                                        |                    |
| 2023 | Drukkernénik                 | 80 for Brady                                             | Lou                                           | Kiss Mari          |

### Televízió
| Év        | Magyar cím                            | Eredeti cím                      | Szerep                                         | Megjegyzések                                         |
| --------- | ------------------------------------- | -------------------------------- | ---------------------------------------------- | ---------------------------------------------------- |
| 1969–1973 |                                       | Rowan & Martin's Laugh-In        | több szereplő                                  | 79 epizód                                            |
| 1973      |                                       | Lily                             | önmaga                                         |                                                      |
| 1973      |                                       | The Carol Burnett Show           | önmaga                                         | 1 epizód                                             |
| 1973      |                                       | The Electric Company             | önmaga                                         | 2 epizód                                             |
| 1975      |                                       | The Lily Tomlin Special          | önmaga                                         |                                                      |
| 1975–2019 | Saturday Night Live                   | Saturday Night Live              | házigazda / Ernestine / egyéb szerepek         | 4 epizód                                             |
| 1977      |                                       | The Paul Simon Special           | önmaga                                         | különkiadás                                          |
| 1977      |                                       | Lily Tomlin in Appearing Nitely  | önmaga                                         | tévéfilm                                             |
| 1976–1984 | Szezám utca                           | Sesame Street                    | Edith Ann / Ernestine / önmaga                 | 16 epizód                                            |
| 1981      |                                       | Lily: Sold Out                   | önmaga                                         | különkiadás                                          |
| 1982      |                                       | Lily for President?              | önmaga                                         | különkiadás                                          |
| 1993      | És a zenekar játszik tovább…          | And the Band Played On           | Dr. Selma Dritz                                | - tévéfilm - magyar hangja: - Menszátor Magdolna     |
| 1994      | Frasier – A dumagép                   | Frasier                          | Rita (hangja)                                  | 1 epizód                                             |
| 1994–1997 | A varázslatos iskolabusz              | The Magic School Bus             | Ms. Valerie "Val" Frizzle / The Frizz (hangja) | 52 epizód                                            |
| 1996      | Gyilkos utcák                         | Homicide: Life on the Street     | Rose Halligan                                  | 1 epizód                                             |
| 1996–1998 |                                       | Murphy Brown                     | Kay Carter-Shepley                             | 46 epizód                                            |
| 1998      | X-akták                               | The X-Files                      | Lyda                                           | 1 epizód (Hogyan lopták el a szellemek a Karácsonyt) |
| 2000      |                                       | Bette                            | önmaga                                         | 1 epizód                                             |
| 2002–2006 | Az elnök emberei                      | The West Wing                    | Deborah Fiderer                                | 35 epizód                                            |
| 2005      | A Simpson család                      | The Simpsons                     | Tammy (hangja)                                 | 1 epizód                                             |
| 2005–2006 | Will és Grace                         | Will & Grace                     | Margot                                         | 1 epizód                                             |
| 2008      |                                       | 12 Miles of Bad Road             | Amelia Shakespeare                             | 6 epizód                                             |
| 2008–2009 | Született feleségek                   | Desperate Housewives             | Roberta Simonds                                | 6 epizód                                             |
| 2010      | A hatalom hálójában                   | Damages                          | Marilyn Tobin                                  | 10 epizód                                            |
| 2011      | NCIS                                  | NCIS                             | Penelope Langston                              | 1 epizód                                             |
| 2011–2015 | Web-terápia                           | Web Therapy                      | Putsy Hodge                                    | - 15 epizód - magyar hangja: - Andresz Kati          |
| 2012      | Egyszer fent, …inkább lent            | Eastbound & Down                 | Tammy Powers                                   | 3 epizód                                             |
| 2012–2013 |                                       | Malibu Country                   | Lillie Mae                                     | 18 epizód                                            |
| 2015–2022 | Grace és Frankie                      | Grace and Frankie                | Frankie Bergstein                              | - főszereplő és vezető producer - 94 epizód          |
| 2017–2018 | A varázslatos iskolabusz újra száguld | The Magic School Bus Rides Again | Frizzle professzor (hangja)                    | 26 epizód                                            |
| 2020      |                                       | The Ellen DeGeneres Show         | önmaga (meghívott házigazda)                   | 1 epizód                                             |